# Recif de corali

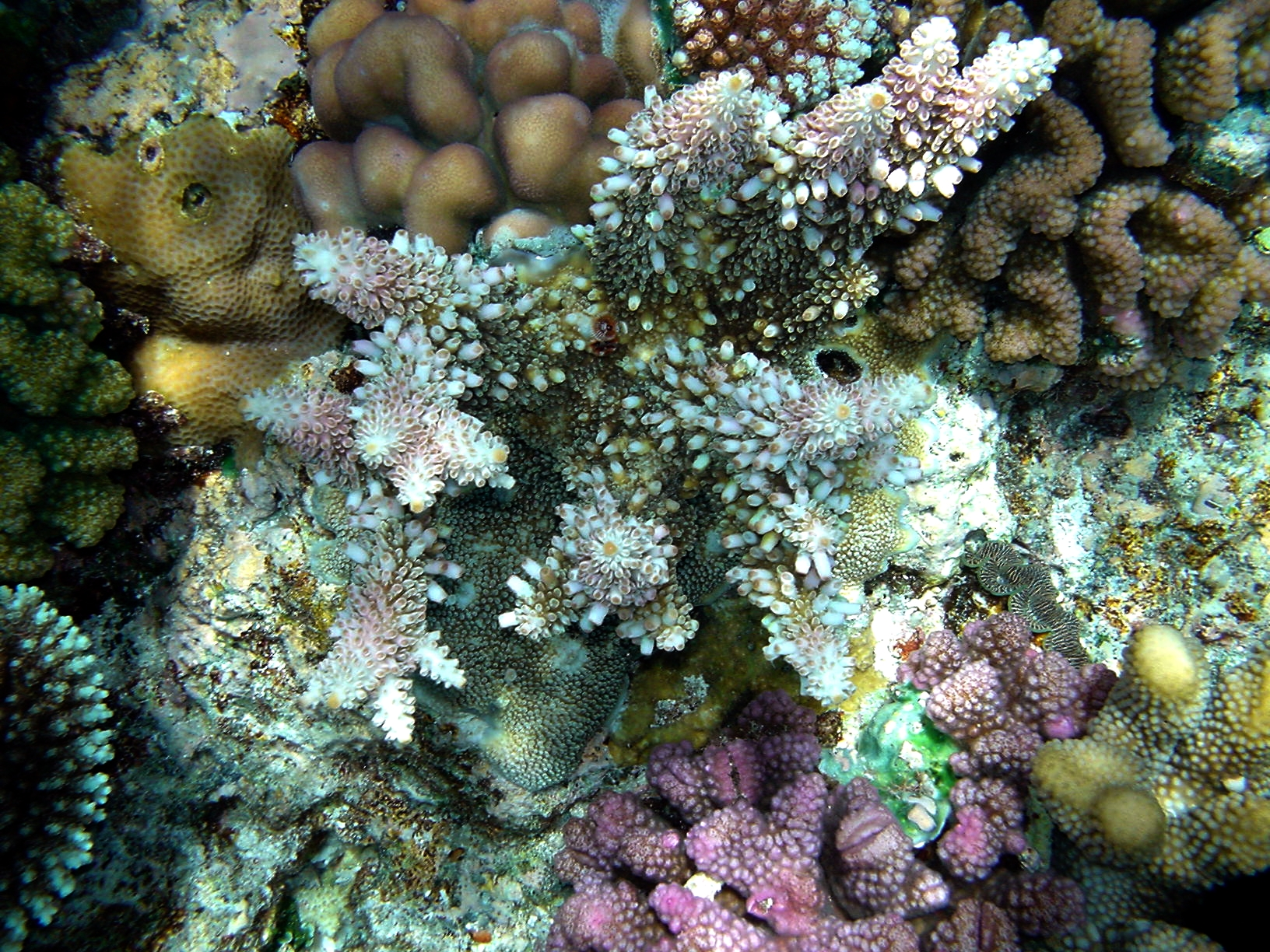
Recif de corali în Papua Noua Guinee

Recif de corali sunt recifele naturale (stânci calcaroase formate din corali) care trăiesc în colonii în apele mărilor calde și care secretă carbonat de calciu. Aceștia pot forma o barieră de corali situată paralel cu țărmul, atât la adâncimi de câțiva metri, cât și la adâncimi de la 20 până la 80 m.
Recifele de corali sunt sisteme bio-ecologice, care au avut un rol deosebit de important în procesul de formare în mările calde a unor atoli sau insule de origine coraligenă. Reciful sau Rifful este format din colonii de corali din grupa „Scleractinia” „Millepora”. Aceștia populează zone de adâncimi diferite, ridicân-du-se treptat prin sedimentarea scheletelor spre suprafața mării. Recifele de corali formează un ecosistem împreună cu animale sau plante marine cu care trăiesc împreună.